# Ивановка (Вязниковский район)
Ивановка — деревня в Вязниковском районе Владимирской области России, входит в состав муниципального образования «Город Вязники».

## География
Деревня расположена в 4 км на север от райцентра Вязники.

## История
После Великой Отечественной войны деревня входила в состав Малоудольского сельсовета, с 2005 года — в составе муниципального образования «Город Вязники».

## Население
| 2002 | 2010 | 2021 |
| ---- | ---- | ---- |
| 12   | ↘7   | ↗10  |